# Айнщайн на плажа
„Айнщайн на плажа“ (на английски: Einstein on the Beach) е минималистична опера в 4 действия, композирана от Филип Глас и режисирана от театралния продуцент Робърт Уилсън.
Операта отбягва традиционното повествование в полза на формален подход, основан на структурираните пространства, изложен от Уилсън в серии от кадри. Музиката е написана „през пролетта, лятото и есента на 1975 г.“ Глас разказва за процеса: „Сложих го [бележник със скици на Уилсън] на пианото и композирах всеки раздел като портрет на скицата пред мен. Записът започна през пролетта на 1975 г. и е завършен към ноември, като тези рисунки бяха пред мен през цялото време.“.
Премиерата се състои на 25 юли 1976 г. на фестивала в Авиньон, Франция. Либретото за операта е написано от Кристофър Ноулс, Самюел Джонсън и Лусинда Чайлдс Това е първата и най-дългата опера на Глас, с време около 5 часа при непрекъснато представление; имайки предвид продължителността ѝ, на публиката е разрешено да влиза и излиза свободно по време на представлението.